# Laphria royalensis
Laphria royalensis är en tvåvingeart som först beskrevs av Stanley Willard Bromley 1950.  Laphria royalensis ingår i släktet Laphria och familjen rovflugor. Inga underarter finns listade i Catalogue of Life.